# الواقعية الدفاعية
الواقعية الجديدة الدفاعية هي نظرية بنيوية مستمدّة من مدرسة الواقعية الجديدة في نظرية العلاقات الدولية. وجدت أساسها في عمل كينيث وولتز نظرية «علم السياسة الدولية»، حيث يجادل وولتز بأن البنية الفوضوية للنظام الدولي تشجّع الدول على الحفاظ على سياسات معتدلة ومحافظة لتحقيق الأمن. في المقابل، تفترض الواقعية الهجومية أن الدول تسعى إلى زيادة قوّتها ونفوذها لتحقيق الأمن من خلال السيطرة والهيمنة. تؤكّد الواقعية الجديدة الدفاعية أن التوسّع العدواني كما يروّج له باحثو الواقعية الجديدة الهجومية يزعج ميل الدول إلى الامتثال لنظرية توازن القوى، مما يقلّل من شأن الهدف الأساسي للدولة، الذي يجادلون فيه وهو ضمان الأمن. في حين أن الواقعية الدفاعية لا تُنكر حقيقة النزاع بين الدول، ولا تنكر أيضًا وجود حوافز لتوسّع الدولة، إلا أنها تدّعي أن هذه الحوافز متقطّعة وليست متوطّنة. تشير الواقعية الدفاعية الجديدة إلى «المُعدلات البنيوية» مثل المسألة الأمنية والجغرافيا والمعتقدات والنظريات الخاصة لتفسير اندلاع الصراع.

## الأصول النظرية
الواقعية الجديدة الدفاعية هي نظرية بنيوية تشكل جزءًا من الواقعية البنيوية، والمعروفة أيضًا باسم الواقعية الجديدة، وهي مجموعة فرعية من المدرسة الواقعية للفكر في نظرية العلاقات الدولية. وبالتالي، فإن الواقعية الجديدة تنطلق من الافتراضات النظرية الأساسية الخمسة للواقعية كما حددها الباحث الواقعي الجديد الهجومي جون ج. ميرشايمر في «الوعد الكاذب للمؤسسات الدولية». هذه الافتراضات هي:
1. النظام الدولي فوضوي.
2. تمتلك الدول بطبيعتها بعض القدرات العسكرية الهجومية، والتي تمنحها القدرة على الأذى وربما تدمير بعضها.
3. لا يمكن للدول أن تكون على يقين من نوايا الدول الأخرى.
4. الدافع المحرّك الأساسي هو البقاء.
5. تفكر الدول بطريقة إستراتيجية في كيفية البقاء في النظام الدولي.

هذه الافتراضات الخمس تكمن وراء اعتقاد الواقعية القديمة إلى أن بقاء الدولة يتحقّق من خلال «المساعدة الذاتية». ومع ذلك، فإن الواقعية الجديدة تحيد عن افتراض الواقعية الكلاسيكية الرئيسي الآخر بأن عيوب الطبيعة البشرية وتعقيداتها هي التي تقود النظام الدولي. بدلًا من ذلك، يؤكد الواقعيون الجدد أن الفوضى الكامنة في بنية النظام الدولي هي القوة المحرّكة للسياسة الدولية. بناءً على هذه الافتراضات الأساسية للواقعيين الجدد، ترُسي الواقعية الجديدة الدفاعية والهجومية فهمهما المنافس للأنماط السلوكية للدولة.

## المبادئ الرئيسية

### الواقعية الدفاعية الجديدة
كما أكّد كينيث وولتز في نصّه الواقعي الدفاعي الجديد البحثي «نظرية علم السياسة الدولية»، يقول الواقعيون الجدد الدفاعيون إن الطبيعة الفوضوية للنظام الدولي تشجّع الدول على اتباع سياسات دفاعية ومعتدلة. ويجادلون بأن الدول ليست عدوانية في جوهرها وأن «الشاغل الأول للدول لا يتمثّل في زيادة القوّة إلى حدّها الأقصى، بل في الحفاظ على موقعها في النظام». هذا هو المنطلق الأساسي تجاه الواقعية الجديدة الهجومية، التي تجادل بدلًا من ذلك بأن الفوضى تشجّع الدول على زيادة سلطة الدولة بشدّة، لأن «العالم محكوم عليه بمنافسة القوّة العظمى الدائمة».
يعرّف الواقعيون الجدد الدفاعيون عددًا من المشكلات فيما يتعلق بدعم الواقعية الجديدة الهجومية للتوسّع العدواني للقوّة. بناءً على نظرية توازن القوى لدى وولتز والافتراض القائل بأن «الموازنة أكثر شيوعًا من التحالف مع القوى العظمى»، يؤكّد الواقعيون الجدد الدفاعيون أن الدول التي تسعى جاهدة لتحقيق الهيمنة في النظام الدولي سوف تتوازن مع الدول الأخرى التي تسعى إلى الحفاظ على الوضع الراهن. في حين أن الواقعيين الهجوميين يعتقدون أن الدول ترغب بطبيعتها إما في الهيمنة العالمية أو الهيمنة المحلية، إلا أن الواقعيين الجدد الدفاعيين يجادلون أن الدول قد تكيّفت اجتماعيًا واستوعبت السوابق التاريخية، التي يؤكدها الواقعيون الجدد الدفاعيون، وهذا الأمر يُظهر على العموم عدوان الدولة وتوسّعها لتحقيق هدف الهيمنة على أنه استدراج لمقاومة الدول الأخرى. لذلك، يُقال إن العدوان هو هزيمة ذاتية في تحقيق هدف الأمن، الذي يفترضه الواقعيون الجدد الدفاعيون ليكون الهدف الأساسي للدولة. في الواقع، يؤكّد جاك سنايدر أن «الفوضى الدولية تعاقب العدوان؛ إنها لا تكافئه».
هذا الافتراض بدوره، يوضح تأكيد الواقعية الجديدة الدفاعية بأن مكاسب الغزو نادرًا ما تفوق سلبياته. يشير الواقعيون الجدد الدفاعيون إلى أن المشكلات التي يواجهها الغزو متنوّعة، وهي موجودة خلال المراحل الأولى للتوسّع وأثناء الاحتلال. يزعمون أن إخضاع سكان دولةٍ ما أمرٌ محفوف بالمخاطر والصعوبة، خاصة في مواجهة المفهوم الحديث للقومية، والذي يمكن أن يُسطّر قصةً مؤثّرة للمقاومة إذا تعرّضت دولة ما للغزو. وهذا ما يزيد من خسائر عملية الاحتلال المكلفة أصلًا، خاصة لدى المجتمعات التي تعتمد على حرية التنقل والنقل لتحقيق الازدهار الاقتصادي لأنها عُرضة للتخريب والحصار. بالإضافة إلى ذلك، يجب حماية البنية التحتية المُشيّدة حديثًا وإعادة بنائها عند تدميرها، ويجب تعزيز الدفاع عن الحدود الجديدة، والتعامل مع المقاومة المحتملة للعمال المحليين للمساهمة في توفير العمالة الماهرة للسلطات الجديدة، وجميع هذه العوامل مجتمعةً تضغط بشدّة على قدرات الاقتصاد والإنتاج للدولة الغازية. على نقيض الواقعيين الجدد الهجوميين، يؤكّد الواقعيون الجدد الدفاعيون أن هذه السلالات تفوق المكاسب الاقتصادية التي يمكن أن تعود على الدول الغازية من الأراضي والموارد والبنية التحتية التي جرى غزوها.

### الأمن الفردي وأمن الدولة
يشير الواقعيون الجدد الدفاعيون أيضًا إلى الفصل بين الأمن الفردي وأمن الدولة، إذ يعتقد الواقعيون الجدد الدفاعيون أن الواقعيين الجدد الهجوميين يخلطون بينهم. يؤكد الواقعيون الجدد الدفاعيون أن «الدول ليست ضعيفة مثلما يكون الرجال في حالة الطبيعة» وأن تدميرها مهمّة صعبة وطويلة الأمد. يزعمون أيضًا أنه من المرجّح للدول، وخاصة الدول الكبرى، التريّث إلى حين حصولها على أدلّة قاطعة تدفعها إلى الهجوم بدلًا من توجيه ضربات استباقية أو الرّد بطريقة غير مناسبة على التهديدات غير المقصودة. يعتبر هذا الجانب غاية في الأهمية. إنه يتيح إمكانية التغلّب على، أو على الأقل التقليل من، تأثير إحدى النظريات البارزة في الواقعية الجديدة: المعضلة الأمنية أو النموذج اللولبي.
وقد صرّح جون إتش. هيرز في كتابه «الواقعية السياسية والمثالية السياسية» في عام 1951 بأن الواقعيين الجدد الدفاعيين يعتقدون أن المعضلة الأمنية، كما توسّع فيها روبرت جيرفيس في كتابه «التعاون في ظلّ المعضلة الأمنية» في عام 1978، فقد عرّفها بافتراض أن التوازن الدفاعي الهجومي يميل لصالح القدرة الدفاعية على حساب القدرة الهجومية. يشيع اعتبار اندلاع الحرب العالمية الأولى وما تبعها من أعمال عدائية كمثال على الاعتقاد الخاطئ للدول بأن القدرات الهجومية تفوق القدرات الدفاعية. يجادل الواقعيون الجدد الدفاعيون أن الهيمنة الهجومية تميل إلى أن تكون غير مدعومة في الواقع السياسي والواقع العسكري كما هو الحال في الحرب العالمية الأولى، وهي في الواقع، لا تُدرك إلا على أرض الواقع. ويجادل الواقعيون الجدد الهجوميون من أمثال جون ميرشماير إلى أن أحد العناصر الرئيسية لهذا الرأي هو الجغرافيا، وعادة ما يحول دون إسقاط السلطة بسبب الحواجز الطبيعية والأنهار والجبال والصحاري والمحيطات والغابات، وما إلى ذلك. تزداد هذه المشكلات العملياتية واللوجستية مع ابتعاد منطقة (مناطق) العمليات بعيدًا عن المعتدي.
بالإضافة إلى ذلك، يؤكّد الواقعيون الجدد الدفاعيون أن قدرة الضربة الثانية التي توفّرها إما الترسانة النووية للدولة أو قوّة حلفائها، تمنع قدرة الدولة المعتدية على قهر الدولة الأخرى. يستخدم هذا كدليل على أن القدرات الدفاعية تتفوّق في النهاية على القدرات الهجومية، وأنها تشجّع الدول على اعتماد السياسات الدفاعية والالتزام بضبط النفس. في الواقع، صرّح روبرت جيرفيس أنه عندما تُوجّه المعضلة الأمنية لصالح الدفاع، فإن «الفوضى الدولية [تعتبر] غير مهمّة نسبيًا» لأن «دول الوضع الراهن يمكن أن تعزّز من أمنها دون تعريض الآخرين للخطر».
هذا لا يعني، رغم ذلك، أن الواقعيين الجدد الدفاعيين ينكرون وجود فرص لتوسّع الدولة، ولا يعني أنه لا يجب على الدول استغلال هذه الفرص عندما تكون متاحة. يقول بروفيسور العلوم السياسية ستيفن فان إفيرا في كتابه «أسباب الحرب: القوّة وجذور الصراع»، أن الدول التي ترغب أحيانًا في الحفاظ على الوضع الراهن يجب أن تصبح المعتدي من أجل منع العدوان اللاحق الذي سيشنّ عليها أو على حلفائها. ينطبق هذا على وجه الخصوص على الدول التي تفتقر إلى الحواجز الجغرافية التي تسهم في حمايتها، حتى لو كانت تنتهج سياساتٍ تعزّز الوضع الراهن. هنا، يجري تحقيق توازن السلوك على نحوٍ مفاجئ، ومن المرجّح أن يخيف الدول الأخرى وتكون السياسات الهجومية أكثر احتمالًا لأن تُوضع قيد التنفيذ. ومع ذلك، يزعم الواقعيون الجدد الدفاعيون أن التوازن الهجومي المواتي هو الحالة الاستثنائية وليس القاعدة، وأن العدوان والتوسّع اللازمين يُعتبران هزيمةً ذاتية ويؤديّان إلى نتائج عكسية.